# Сильвестр, Арман
Поль-Арман Сильвестр (фр. Paul-Armand Silvestre; 18 апреля 1837, Париж — 19 февраля 1901, Тулуза) — французский писатель, прозаик, поэт, автор сказок, либреттист и искусствовед.

## Биография
Сын парижского магистрата, Арман Сильвестр должен был пойти по стопам отца. Однако изучение математики привело его в Политехническую школу, которую он окончил в 1859 году как офицер-инженер, опубликовав несколько научных работ. Вскоре он оставил военную карьеру, чтобы полностью посвятить себя литературе.
С 1866 года Арман Сильвестр издает сборники стихов, в 1869 и 1876 годах печатается в «Le Parnasse contemporain» (в переводе с фр. — «Современный Парнас»). Как художественный и театральный критик он активно сотрудничает с различными изданиями. Среди них — «L’Opinion nationale», «Journal officiel», «L’Estafette» и « LaGrande Revue de Paris et de Saint-Petersbourg».
В 1869 году Сильвестр получает пост заместителя начальника управления библиотек и архивов при министерстве финансов.
Во время войны 1870—1871 годов он возобновляет службу в чине капитана.
В 1879 году Сильвестр начинает работать в ежедневнике «Gil Blas», где публикует юмористические рассказы и сказки. В 1883 году его друг Ги де Мопассан посвящает ему новеллу «La Toux». Склонность и интерес Сильвестра к юмористическому также находит свое выражение в серии «Жизнь для смеха» («La Vie pour rire»), напечатанной в издательстве Поля Оллендорфа. Впоследствии в 1888 году Сильвестр продолжил эту серию совместно с Катюлем Мендесом — в виде еженедельного фельетона, опубликованного в издательстве Dentu.

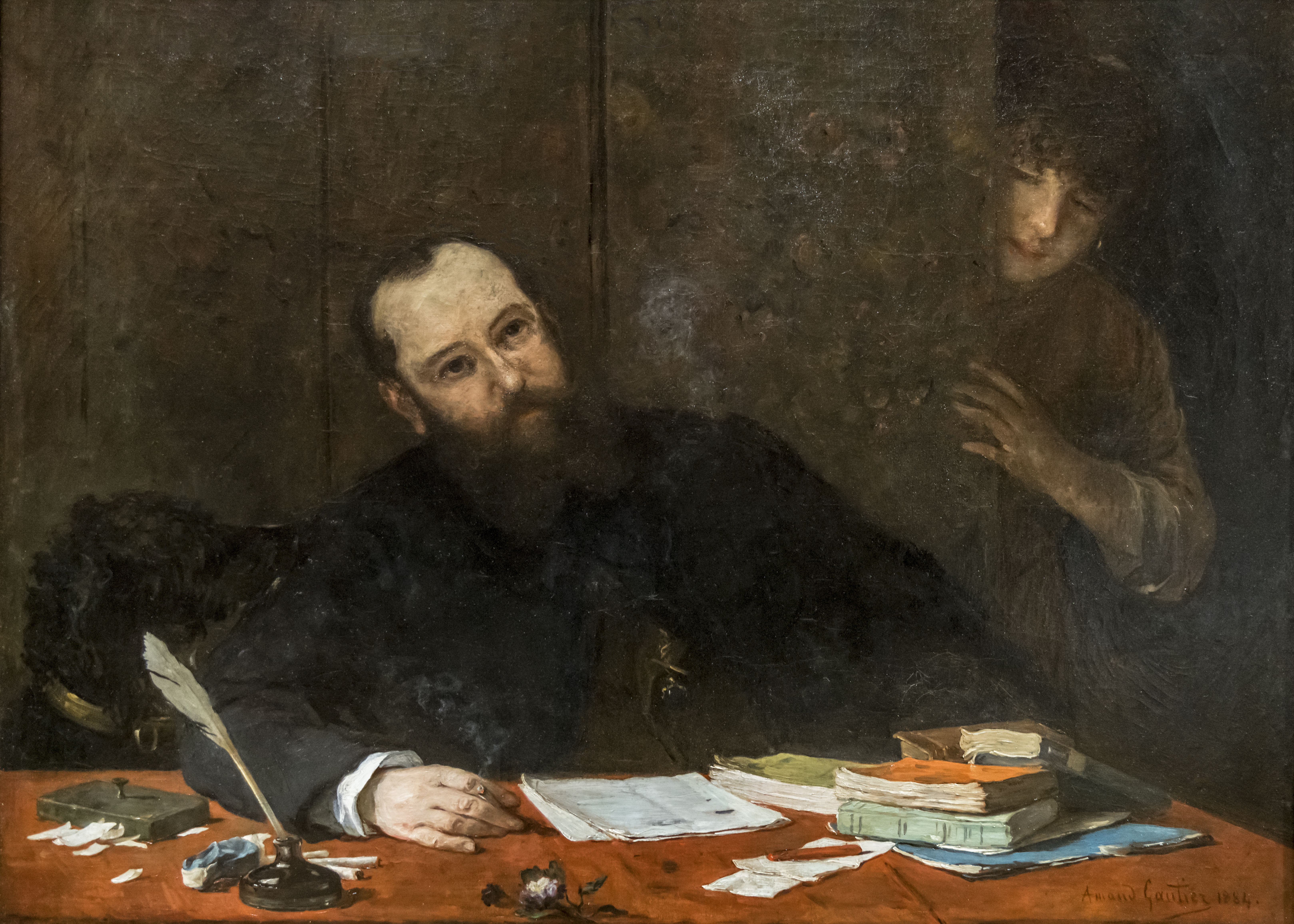
Арман Готье. Портрет поэта и его жены. 1884

В 1880-х годах, как и Октав Мирбо, Арман Сильвестр примыкает к литературному направлению L'Écho de Paris. Он поддерживает пьесу «Король Убю» Альфреда Жарри.
7 июля 1886 года Арману Сильвестру присвоено звание рыцаря ордена Почетного легиона.
12 октября 1892 года он назначен инспектором изящных искусств. 
К концу 1880-х годов Сильвестр наживает несколько недоброжелателей среди своих молодых коллег. Самый яркий представитель их — Леон Блуа. В 1887 году Сильвестр появляется в «Le Désespéré» Блуа под псевдонимом Андош Сильвен (Andoche Sylvain, глава LVIII). Блуа собирает в этой главе ненавистных ему писателей, из которых Сильвестр, по его словам, является «самым читаемым». Автор оценивает влияние и гениальность Армана Сильвестра следующим образом: «Газета, где он подделывает свою прозу и даже свои стихи, кажется, обязана ему своим процветанием и удваивает свой тираж в дни, когда имя корифея появляется в оглавлении. Он, по сути, создатель двуглавой хроники, сила которой неслыханна для министерского служащего и коммивояжера. Он поочередно пукает и воркует».
Характеризуя прозу Сильвестра, Блуа утверждает, что этот писатель «…представляет галльский дух. Он постоянно представляется Рабле, поскольку верит, что обладает его гениальностью, и намеревается Рабле обновить, перефразировав одиссеи отдельных кишок и толстой кишки». Далее мы узнаем, что Сильвестр жил в Аньере, в том, что Блуа называет «замок».
Альфонс Алле также порой выделяет Сильвестра, без лишней язвительности, но с намеками на его особенную гениальность, которую клеймит Блуа. Так, 10 августа 1889 года в «Le Chat Noir» он обращается с открытым письмом, озаглавленном к «г-ну Арману Сильвестру, лирику и петардофилу». Последнее слово-неологизм этого заголовка, скорее всего, является характеристикой прозаических сочинений Сильвестра.
Во время дела Дрейфуса Арман Сильвестр становится членом Ligue de la patrie française — умеренной лиги противников Дрейфуса. Там он общается с художниками Эдгаром Дега и Огюстом Ренуаром, поэтами Хосе-Марией де Эредиа и Пьером Луисом, композитором Венсаном д’Энди и другими.
Арман Сильвестр умер в Тулузе 19 февраля 1901 года. Бронзовую статую, установленную в Ботаническом саду в его честь, немецкие оккупанты отправили на переплавку. По инициативе Пьера Дюма, первого заместителя мэра города, ответственного за культуру, каменный бюст Армана Сильвестра уставлен на площади Уилсона.

## Творчество

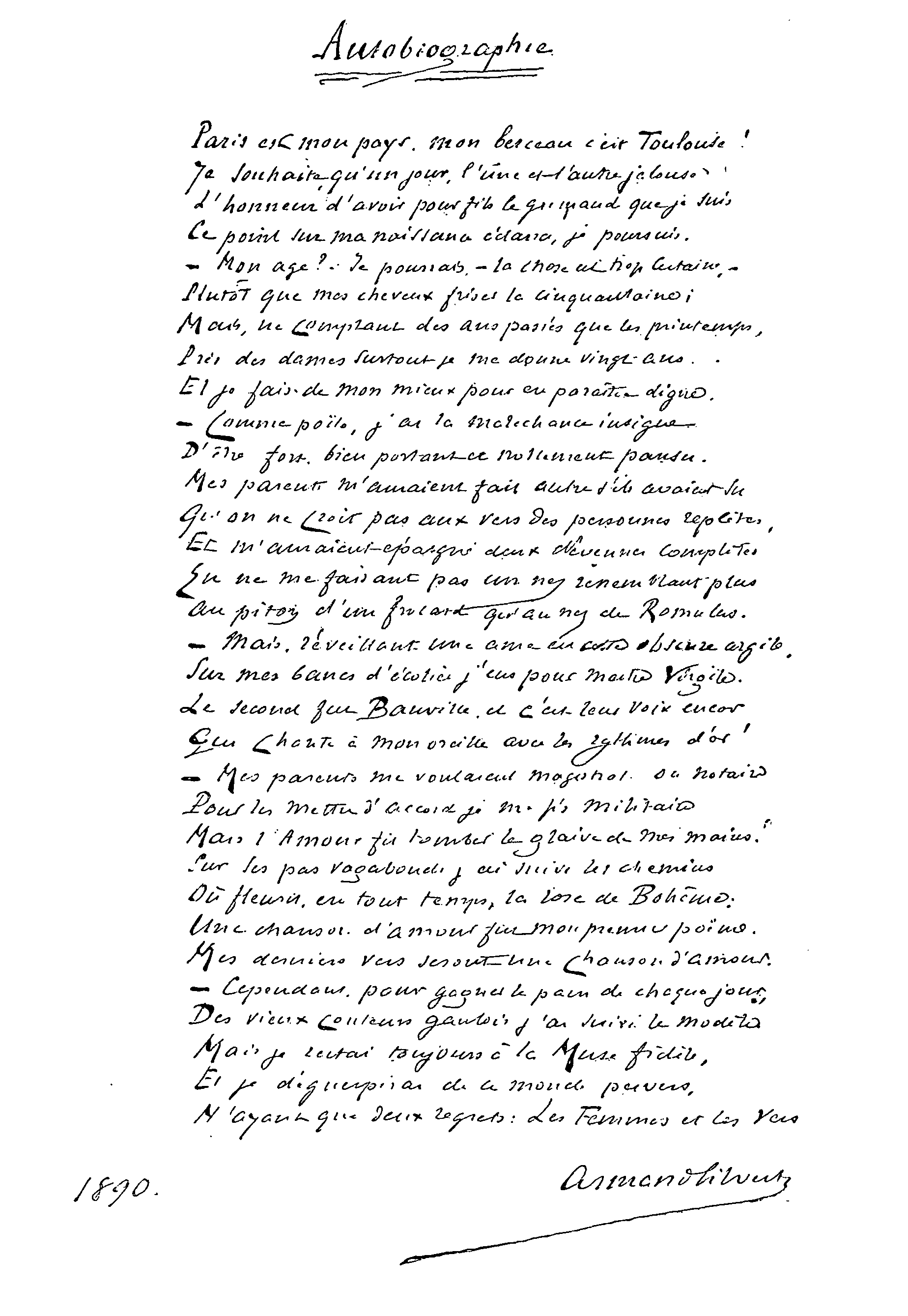
«Autobiographie» (1890)

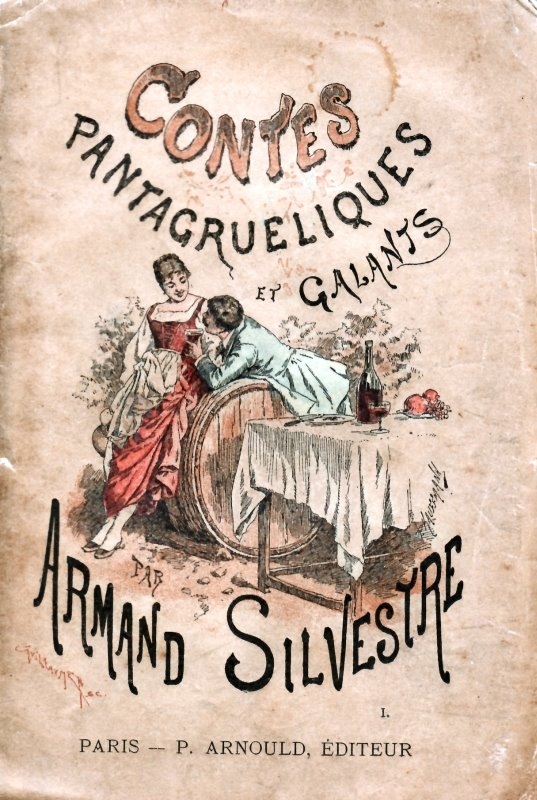
«Contes pantagruéliques et galants» (1884)

Произведения Армана Сильвестра публиковались, в основном, Альфонсом Лемерром и Жерве Шарпантье.
Стихи Армана Сильвестра положены на музыку Габриэлем Форе в виде мелодий для голоса и фортепиано («Le Secret», «L’Automne», и др.).
Его стихотворение Jours Passés положено на музыку Лео Делибом, под названием «Regrets»
С 1888 по 1891 год Арман Сильвестр еженедельно публиковал «Les Joyusetés de la Semaine»: по три иллюстрированных комических рассказа, изданные Полем Женеем в «La Récréation de la jeunesse, rue du Croissant»

### Поэзия
- Rimes neuves et vieilles, avec une préface de George Sand (1866), см. Галлику
- Les Renaissances (1870)
- La Gloire du souvenir, poème d’amour (1872)
- Poésies, 1866—1874. Les Amours. La Vie. L’Amour (1875)
- La Chanson des heures, poésies nouvelles (1874—1878) (1878)
- Le Pays des roses, poésies nouvelles, 1880—1882 (1882)
- Le Chemin des étoiles : les Adorations, la Chanson des jours, Musiques d’amour, Dernières tendresses, Poèmes dialogués, 1882—1885 (1885)
- Le Dessus du panier : Impressions et souvenirs, Soleils toulousains, Propos de saison, Au pays des rêves (1885)
- Poésies, 1872—1878. La Chanson des heures (1887)
- Les Ailes d’or, poésies nouvelles (1890)
- Roses d’octobre, poésies, 1884—1889 (1890)
- Poésies, 1866—1872. Rimes neuves et vieilles. Les Renaissances. La Gloire du souvenir (1892)
- L’Or des couchants, poésies nouvelles, 1889—1892 (1892)
- Trente Sonnets pour Mademoiselle Bartet (1896)
- Les Aurores lointaines, poésies nouvelles, 1892—1895 (1896)
- Les Tendresses, poésies nouvelles, 1895—1898 (1898)
- Les Fleurs d’hiver, poésies nouvelles, 1898—1900 (1900)

### Проза
- Les Farces de mon ami Jacques (1re série de la Vie pour rire.) (1881)
- Les Mémoires d’un galopin, suivis de Petite Histoire naturelle (1882)
- Le Péché d'Ève (1882)
- Le Filleul du docteur Trousse-Cadet, suivi des Nouveaux Malheurs du commandant Laripète (1882), см. Галлику
- Histoires belles et honnestes (1883), см. Галлику
- Madame Dandin et Mademoiselle Phryné (1883)
- Contes grassouillets (1883)
- Les Mélancolies d’un joyeux (1883), см. Галлику
- Chroniques du temps passé. Le Conte de l’archer (1883)
- Pour faire rire. Gauloiseries contemporaines (1883)
- Contes pantagruéliques et galants (1884)
- En pleine fantaisie (1884)
- Les Bêtises de mon oncle (1884)
- Le Livre des joyeusetés (1884)
- Histoires de l’autre monde : mœurs américaines (1884)
- Le Falot (1884)
- Contes à la comtesse (1885)
- Les Merveilleux Récits de l’amiral Le Kelpudubec (1885)
- Joyeusetés galantes, suivies de Laripète citadin (1885)
- Les Cas difficiles (1886), см. Галлику
- Contes de derrière les fagots (1886) illustrés par Félix Lacaille
- Les Veillées de Saint-Pantaléon (1886)
- Histoires inconvenantes (1887)
- Le Livre des fantaisies. Joyeusetés et mélancolies (1887)
- Au fil du rire (1888)
- Histoires joyeuses (1888), см. Галлику
- Fabliaux gaillards (1888), см. Галлику
- Joyeux Devis (1888)
- Maïma (1888), см. Галлику
- Gauloiseries nouvelles (1888), см. Галлику
- Propos grivois (1888), см. Галлику
- Rose de mai, roman (1888), см. Галлику
- Le Nu au Salon (5 volumes, 1888—1892)
- Contes à la brune (1889), см. Галлику
- Histoires scandaleuses (1889)
- Un premier amant (1889), см. Галлику
- Livre d’amour (1890), см. Галлику
- Les Facéties de Cadet-Bitard (1890)
- Qui lira rira (1890), см. Галлику
- Trente bonnes farces (1890)
- Le Célèbre Cadet-Bitard (1891), см. Галлику
- Les Malheurs du commandant Laripète (2e série de la Vie pour rire), suivis de : Les Mariages de Jacques (1891)
- L'Épouvantail des rosières (1891), см. Галлику
- Contes salés (1891)
- Histoires joviales (1891)
- L’Effroi des bégueules (1891), см. Галлику
- Floréal (1891)
- Portraits et Souvenirs, 1886—1891 (1891)
- Histoires extravagantes (1892)
- Pour les amants (1892)
- Au pays des souvenirs : mes maîtres et mes maîtresses (1892)
- Aventures grassouillettes (1892)
- Contes audacieux (1892), см. Галлику
- Contes divertissants (1892)
- Nouveaux contes incongrus (1892)
- Le nu de Rabelais d’après Jules Garnier (1892)
- La Russie, impressions, portraits, paysages (1892)
- Contes hilarants (1893)
- Histoires réjouissantes (1893)
- Amours folâtres (1893)
- Facéties galantes, contes joyeux (1893)
- Histoires abracadabrantes (1893)
- Contes désopilants (1893)
- Procès Rousseil-Tessandier et biographie de Mlle Rousseil (1893)
- La Semaine pour rire (152 fascicules, 1893—1896)
- La Kosake (1894)
- Fantaisies galantes (1894)
- Veillées joviales (1894)
- Fariboles amusantes (1895)
- Histoires gaies (1895)
- Nouvelles Gaudrioles (1895), см. Галлику
- Le Passe-temps des farceurs (1895)
- La Plante enchantée (1895)
- Contes au gros sel (1896)
- Contes irrévérencieux (1896), см. Галлику
- Récits de belle humeur (1896), см. Галлику
- Les Veillées galantes (1896)
- La Semaine joyeuse, (85 fascicules, 1896—1898)
- Contes tragiques et sentimentaux (1897)
- Le Petit art d’aimer, en quatorze chapitres (1897)
- Histoires gauloises (1898)
- Belles Histoires d’amour (1898)
- Les Fleurs amoureuses (1899)
- Arlette, roman (1900)
- Guide Armand Silvestre, de Paris et de ses environs et de l’Exposition de 1900 (1900)
- La Chemise à travers les âges, album (1900)
- Images de femmes (1901)
- Orfa, roman (1901)
- Les Sept Péchés capitaux. La luxure (1901), см. Галлику
- Les Dessous de la femme à travers les âges, album (1902)
- Contes incongrus (1902)
- Bibliothèque des Aventures gauloises (1902)

### Театральные пьесы и либретто

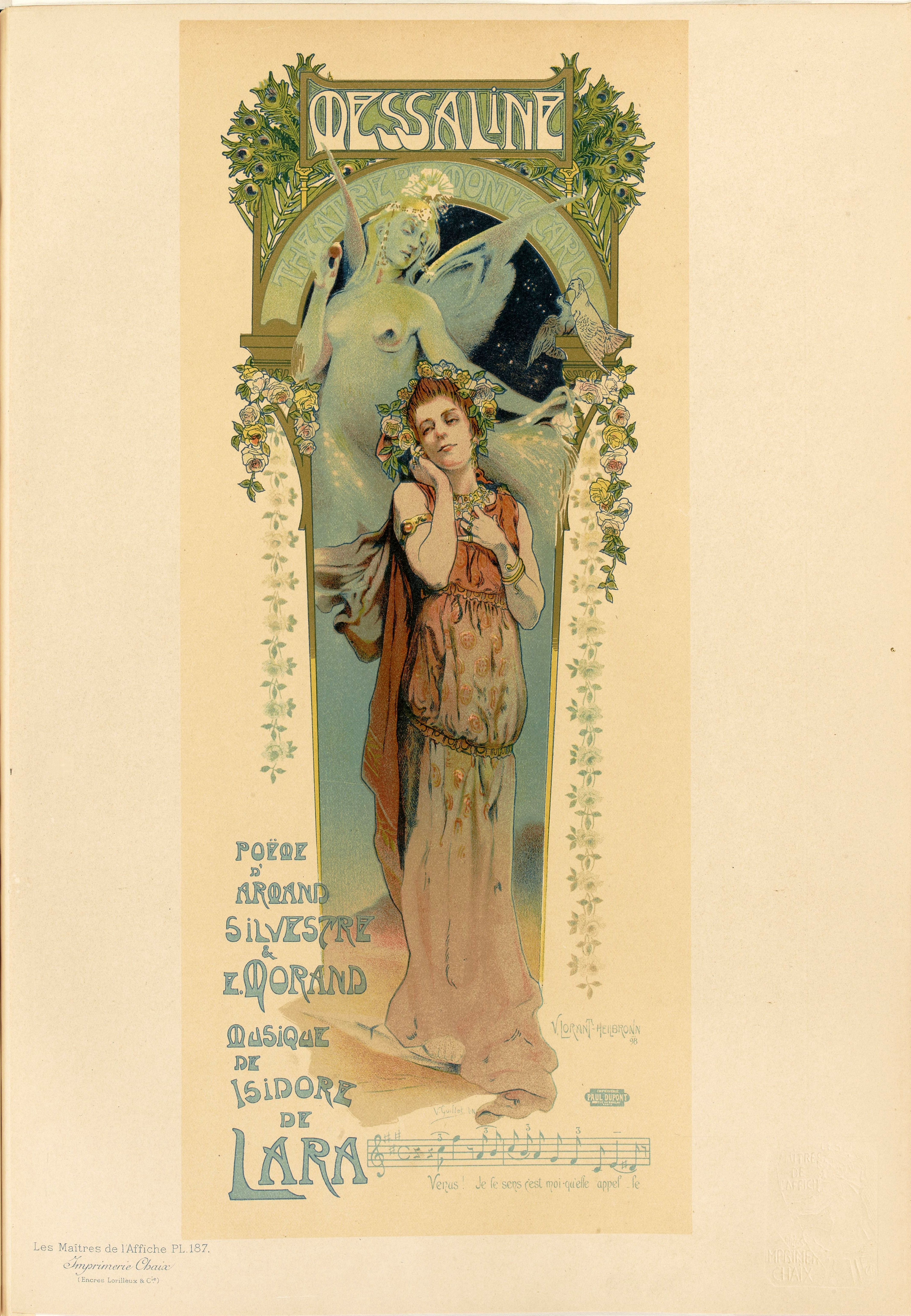
Плакат Венсана Лорана-Хайльбронна

- Dimitri, opéra en 5 actes et 7 tableaux, avec Henri de Bomier, musique de Victorin de Joncières, Paris, théâtre National-Lyrique, 1 mai 1876
- Monsieur ? comédie-bouffe en 3 actes, avec Paul Burani, Paris, Athénée-Comique, 24 octobre 1879
- Myrrha, saynète romaine, Paris, Cercle des arts libéraux, 20 décembre 1879
- La Tempête, poème symphonique en 3 parties, d’après Shakespeare, avec Pierre Berton, musique d’Alphonse Duvernoy, Paris, théâtre du Châtelet, 18 novembre 1880
- Coquelicot, opéra-comique en 3 actes, d’après les frères Cogniard, musique de Louis Varney, Paris, théâtre des Bouffes-Parisiens, 2 mars 1882
- Galante aventure, opéra-comique en 3 actes, avec Louis Davyl, musique d'Ernest Guiraud, Paris, Opéra-Comique, 23 mars 1882
- Henry VIII, opéra en 4 actes et 6 tableaux, avec Léonce Détroyat, musique de Camille Saint-Saëns, Paris, Opéra, 5 mars 1883
- Pedro de Zalamea, opéra en 4 actes, avec Léonce Détroyat, musique de Benjamin Godard, Anvers, théâtre Royal, 31 janvier 1884
- Les Templiers, opéra en 5 actes et 7 tableaux, avec Jules Adenis et Lionel Bonnemère, musique de Henry Litolff, Bruxelles, théâtre de la Monnaie, 25 janvier 1886
- Le Mari d’un jour, opéra-comique en 3 actes, avec Adolphe d’Ennery, musique d'Arthur Coquard, Paris, Opéra-Comique, 4 février 1886
- La Tesi, drame en 4 actes, avec Georges Maillard, Bruxelles, théâtre Molière, 29 octobre 1887; sous la direction de Paul Alhaiza
- Jocelyn, opéra en 4 actes, d’après le poème de Lamartine, avec Victor Capoul, musique de Benjamin Godard, Bruxelles, théâtre de la Monnaie, février 1888
- Chassé-croisé d’amour, opéra-bouffe en 1 acte, avec Édouard Cavailhon, musique d'Auguste de Villebichot, 1888
- La Femme bookmaker, opérette en 1 acte, avec Édouard Cavailhon, musique de Germain Laurens, 1888
- Sapho, février 1889
- Le Pilote, opéra en 3 actes et 4 tableaux, avec A. Gandrey, musique de J. Urich, Monte-Carlo, Casino, 29 mars 1890
- c, drame en 1 acte et en vers, Paris, Comédie-Française, 6 mars 1893
- Les Drames sacrés, poème dramatique en 1 prologue et 10 tableaux, en vers, avec Eugène Morand (1853—1930), musique de Charles Gounod, Paris, théâtre du Vaudeville, 15 mars 1893
- Izeÿl, drame en 4 actes, avec Eugène Morand, musique de Gabriel Pierné, Paris, théâtre de la Renaissance, 24 janvier 1894
- La Fée du rocher, ballet-pantomime en 2 actes et 6 tableaux, avec Francis Thomé et Jules Chéret, 1894
- Salomé, pantomime lyrique, avec Meltzer, musique de Gabriel Pierné, Paris, théâtre de l’Athénée, 4 mars 1895
- Le Chevalier aux fleurs, ballet-pantomime, musique d'André Messager et Raoul Pugno, au théâtre Marigny[11][12].
- Tristan de Léonois, drame en 3 actes et 7 tableaux, dont 1 prologue, en vers, Paris, Comédie-Française, 28 octobre 1897
- Chemin de croix, douze poèmes religieux d’Armand Silvestre, mis en musique par Alexandre Georges, 1897

### Музыка
- Édouard Lalo, Tristesse, À celle qui part, 2 poèmes mis en musique, extraits de Les Ailes d’or
- Camille Saint-Saëns, Le Feu céleste, cantate pour soprano solo, chœur, orchestre, orgue et un récitant, op. 115 (sur une poésie d’Armand Silvestre)
- Gabriel Fauré, Madrigal, op. 35 (1883)
- Albert Roussel, Les Rèves (1900)